# Apía (kommun)
Apía är en kommun i Colombia.   Den ligger i departementet Risaralda, i den centrala delen av landet, 220 km väster om huvudstaden Bogotá. Antalet invånare är 17 514.